# Ćuprija
Ćuprija (în sârbă chirilică: Ћуприја, pronunțat [tɕǔprija]) este un oraș și o comună în districtul Pomoravlje din centrul Serbiei. La recensământul din 2011, populația orașului a fost de 19.380 de locuitori, în timp ce populația comunei a fost de 30.645 de locuitori.

## Istorie
Romanii au fondat orașul ca un fort Horreum Margi (Horreum: Granar, Margi: Morava) pe drumul de la Constantinopol la Roma, în locul unde traversează râul, acum cunoscut sub numele de Velika Morava. Acesta a servit ca bază militară romană, a avut o fabrică de scuturi și a câștigat statutul de municipium înainte de anul 224 d.Hr. În 505, romanii au fost învinși de goții și hunii sub conducerea lui Mundo, un descendent al regelui Attila.
Sub stăpânirea slavă, a devenit cunoscut sub numele de Ravno (cu sensul de „plat”), deoarece se află într-o vale plată a râului. Unele nume locale (ale satelor Paljane și Isakovo, ale râului Mirosava) amintesc de ciocnirile majore din toamna anului 1191 între sârbi (sub conducerea domnitorului Ștefan Nemanja) și bizantini (sub conducerea lui împăratului Isaac al II-lea Angelos). 
În secolul al XV-lea, Ćuprija a devenit parte a Imperiului Otoman. După cucerirea acestei așezări, turcii au construit un pod sau „köprü” în limba turcă - de unde a provenit și numele orașului. 
La scurt timp după începerea primei răscoale sârbe, în 1805, una dintre primele și cele mai importante bătălii a fost câștigată de Ivankovac, în apropiere de Țuprija. Răscoalele sârbești sub conducerea ducilor Milenko Stojković, Petar Dobrnjac și Stevan Sinđelić au învins armata turcă, ceea ce a dus la o răspândire în plus a răscoalei prin tot pașalâcul Belgrad (Sangeacul Semendria). Patru ani după aceea, în 1809, a fost înființată școala elementară din Ćuprija. 
În timpul celei de-a doua răscoale sârbe, prințul sârb Miloš Obrenović a încheiat un acord oral în Țuprija care a permis sârbilor din Sangeacul Semendria să încaseze propriile taxe, să participe la procesele contra sârbilor și să înființeze un birou național compus din principii sârbi. După ce turcii au părăsit Ćuprija în 1834, orașul a început să se dezvolte economic și, în cele din urmă, s-a contopit cu satele din apropiere Mućava, Mrčajevci și Žirovnica. În 1853, a fost fondată ferma „Dobričevo”. Aceasta a dus la înființarea unei școli agricole în 1899. În 1911, a fost fondată o fabrică de zahăr denumită „ŠELK 911”. 
În secolul al XIX-lea, Ćuprija a fost centru de Nahie. După 1890, a fost sediul Morvaski okrug (al județului Morava). 
Din 1929 până în 1941, Ćuprija a făcut parte din Banovina Morava a Regatului Iugoslaviei. 
În cel de-al Doilea Război Mondial, s-a format o trupă specială de partizani iugoslavi Ćuprija-Paraćin pentru a lupta împotriva Wehrmacht-ului german. La 26 septembrie 1941, 35 de membri ai acestei trupe speciale au fost împușcați de ocupanții germani. Cel de-al doilea război mondial s-a încheiat în sfârșit în Țupria pe 13 octombrie 1944, când orașul a fost eliberat și ultimele trupe Wehrmacht s-au retras în timpul așa-numitei operațiuni Belgrad. 
În timpul bombardamentului NATO din Iugoslavia din 1999, centrul orașului a fost puternic deteriorat. Unele clădiri au rămas încă în ruină.  
La recensământul din 2011, populația orașului a fost de 19.380 de locuitori, în timp ce populația comunei a fost de 30.645 de locuitori.

## Așezări
În afară de orașul Ćuprija, comuna include următoarele 16 localități: 
- Batinac
- Bigrenica - majoritate etnică română.[2]
- Dobričevo
- Dvorica
- Isakovo - majoritate etnică română.[2]
- Ivankovac
- Jovac
- Kovanica
- Krušar
- Mijatovac
- Ostrikovac
- Paljane
- Senje
- Supska
- Virine
- Vlaška

## Date demografice
Comuna Ćuprija a avut o populație de 30.645 de locuitori, conform rezultatelor recensământului din 2011. Toate localitățile din comună au majoritate etnică sârbă, cu excepția a două sate, Bigrenica și Isakovo cu majoritate etnică română.

## Economie
Următorul tabel oferă o previzualizare a numărului total de persoane înregistrate angajate de persoanele juridice după activitatea lor principală (în 2018): 
| Activitate                                                                     | Total |
| ------------------------------------------------------------------------------ | ----- |
| Agricultură, silvicultură și pescuit                                           | 42    |
| Minerit si cariere                                                             | 5     |
| Fabricație                                                                     | 1462  |
| Alimentare cu energie electrică, gaz, abur și aer condiționat                  | 62    |
| Rezerva de apa; activități de canalizare, gestionare și remediere a deșeurilor | 231   |
| Constructie                                                                    | 577   |
| Comerț cu ridicata și cu amănuntul, reparații de autovehicule și motociclete   | 1129  |
| Transport și depozitare                                                        | 218   |
| Cazare și servicii alimentare                                                  | 244   |
| Informatie si comunicare                                                       | 44    |
| Activități financiare și de asigurare                                          | 87    |
| Activități imobiliare                                                          | 5     |
| Activități profesionale, științifice și tehnice                                | 209   |
| Activități de servicii administrative și de asistență                          | 36    |
| Administrație publică și apărare; securitate socială obligatorie               | 477   |
| Educație                                                                       | 575   |
| Sănătate umană și activități de muncă socială                                  | 1291  |
| Arte, divertisment și recreere                                                 | 104   |
| Alte activități de servicii                                                    | 123   |
| Muncitori agricoli individuali                                                 | 398   |
| Total                                                                          | 7320  |

## Societate și cultură

### Educație
- Școala elementară „Đura Jakšić”
- Școala elementară „Vuk Stefanović Karadžić”
- Școala elementară „13. Oktobar”
- Liceul din Ćuprija
- Liceul sanitar
- Școala tehnică
- Colegiul medical din Ćuprija
- Școala elementară muzicală „Dušan Skovran”
- Școală pentru copii dotați muzical
- Facultatea pentru Bănci și Comerț, Universitatea Alfa
- Colegiul de Studii de Sănătate

### Sport
Activități sportive în Ćuprija sunt dezvoltate. Ćuprija  a devenit cunoscută ca „orașul atleților” mulțumită numeroșilor ei sportivi și antrenori de atletism (cum ar fi Vera Nikolić, Dragan Zdravković, Snežana Jolović-Pajkić, Zora Antić -Tomecić, Miroslav Pavlović, Vladan Đorđević, Dušan Košutić, Vlada Jovanović, Ljiljana Šušnvi sau Aleksandar Petrović). Pe lângă atletism, fotbalul, baschetul, handbalul, tenisul și voleiul sunt sporturi extrem de populare în Ćuprija. 
Clubul de fotbal „Morava” din Ćuprija a fost fondat în 1918 și concurează în prezent în divizia de fotbal din Pomoravsko-Timočka (Srpska liga Istok). FK Morava Ćuprija (sârbă: ФК Морава Ћуприја) are propriul stadion cu o capacitate de 10.000 de locuri. În Ćuprija, se află și un club de dans pentru cei care vor să danseze.

### Caracteristici
Ćuprija se află pe drumuri rutiere și feroviare internaționale la 150 kilometri (93 mi) sud de Belgrad și la 90 kilometri (56 mi) nord de Niš. Principala sursă de venit este Colegiul de asistență medicală și agricultură. Mănăstirea Ravanica, construită în 1381 de Lazăr al Serbiei, se află la 8 kilometri (5 mi) spre est. 

## Climat
| Date climatice pentru Ćuprija (1981–2010, extremes 1961–2010) | Date climatice pentru Ćuprija (1981–2010, extremes 1961–2010) | Date climatice pentru Ćuprija (1981–2010, extremes 1961–2010) | Date climatice pentru Ćuprija (1981–2010, extremes 1961–2010) | Date climatice pentru Ćuprija (1981–2010, extremes 1961–2010) | Date climatice pentru Ćuprija (1981–2010, extremes 1961–2010) | Date climatice pentru Ćuprija (1981–2010, extremes 1961–2010) | Date climatice pentru Ćuprija (1981–2010, extremes 1961–2010) | Date climatice pentru Ćuprija (1981–2010, extremes 1961–2010) | Date climatice pentru Ćuprija (1981–2010, extremes 1961–2010) | Date climatice pentru Ćuprija (1981–2010, extremes 1961–2010) | Date climatice pentru Ćuprija (1981–2010, extremes 1961–2010) | Date climatice pentru Ćuprija (1981–2010, extremes 1961–2010) | Date climatice pentru Ćuprija (1981–2010, extremes 1961–2010) |
| Luna                                                          | Ian                                                           | Feb                                                           | Mar                                                           | Apr                                                           | Mai                                                           | Iun                                                           | Iul                                                           | Aug                                                           | Sep                                                           | Oct                                                           | Nov                                                           | Dec                                                           | Anual                                                         |
| ------------------------------------------------------------- | ------------------------------------------------------------- | ------------------------------------------------------------- | ------------------------------------------------------------- | ------------------------------------------------------------- | ------------------------------------------------------------- | ------------------------------------------------------------- | ------------------------------------------------------------- | ------------------------------------------------------------- | ------------------------------------------------------------- | ------------------------------------------------------------- | ------------------------------------------------------------- | ------------------------------------------------------------- | ------------------------------------------------------------- |
| Maxima medie °C (°F)                                          | 4.4 (39,9)                                                    | 6.9 (44,4)                                                    | 12.5 (54,5)                                                   | 18.3 (64,9)                                                   | 23.6 (74,5)                                                   | 26.7 (80,1)                                                   | 29.2 (84,6)                                                   | 29.5 (85,1)                                                   | 24.4 (75,9)                                                   | 18.4 (65,1)                                                   | 11.1 (52)                                                     | 5.5 (41,9)                                                    | 17,5 (63,5)                                                   |
| Media zilnică °C (°F)                                         | 0.2 (32,4)                                                    | 1.6 (34,9)                                                    | 6.1 (43)                                                      | 11.5 (52,7)                                                   | 16.7 (62,1)                                                   | 19.7 (67,5)                                                   | 21.5 (70,7)                                                   | 21.3 (70,3)                                                   | 16.5 (61,7)                                                   | 11.4 (52,5)                                                   | 5.8 (42,4)                                                    | 1.5 (34,7)                                                    | 11,1 (52)                                                     |
| Minima medie °C (°F)                                          | −3.3 (26,1)                                                   | −2.8 (27)                                                     | 0.7 (33,3)                                                    | 5.1 (41,2)                                                    | 9.7 (49,5)                                                    | 12.6 (54,7)                                                   | 14.1 (57,4)                                                   | 13.9 (57)                                                     | 10.2 (50,4)                                                   | 6.1 (43)                                                      | 1.7 (35,1)                                                    | −1.9 (28,6)                                                   | 5,5 (41,9)                                                    |
| Minima istorică °C (°F)                                       | −27.1 (−16.8)                                                 | −25.8 (−14.4)                                                 | −17.3 (0,9)                                                   | −8.1 (17,4)                                                   | −3.2 (26,2)                                                   | 1.0 (33,8)                                                    | 4.1 (39,4)                                                    | 3.6 (38,5)                                                    | −3.3 (26,1)                                                   | −8 (17,6)                                                     | −18.6 (−1.5)                                                  | −20.8 (−5.4)                                                  | −27,1 (−16,8)                                                 |
| Precipitații mm (inches)                                      | 46.1 (1.815)                                                  | 45.4 (1.787)                                                  | 45.1 (1.776)                                                  | 60.6 (2.386)                                                  | 64.1 (2.524)                                                  | 80.2 (3.157)                                                  | 57.0 (2.244)                                                  | 46.6 (1.835)                                                  | 52.2 (2.055)                                                  | 50.6 (1.992)                                                  | 53.8 (2.118)                                                  | 56.5 (2.224)                                                  | 658,2 (25,913)                                                |
| Umiditate [%]                                                 | 82                                                            | 77                                                            | 71                                                            | 68                                                            | 69                                                            | 70                                                            | 68                                                            | 67                                                            | 73                                                            | 77                                                            | 79                                                            | 83                                                            | 74                                                            |
| Nr. de zile cu precipitații (≥ 0.1 mm)                        | 15                                                            | 13                                                            | 12                                                            | 14                                                            | 13                                                            | 12                                                            | 10                                                            | 8                                                             | 10                                                            | 10                                                            | 12                                                            | 16                                                            | 146                                                           |
| Nr. mediu de zile cu ninsoare                                 | 9                                                             | 8                                                             | 4                                                             | 1                                                             | 0                                                             | 0                                                             | 0                                                             | 0                                                             | 0                                                             | 0                                                             | 3                                                             | 8                                                             | 33                                                            |
| Ore însorite                                                  | 68.9                                                          | 94.0                                                          | 146.6                                                         | 180.8                                                         | 235.7                                                         | 261.0                                                         | 297.1                                                         | 282.9                                                         | 205.5                                                         | 154.6                                                         | 92.8                                                          | 58.2                                                          | 2.078,1                                                       |
| Sursă: Republic Hydrometeorological Service of Serbia         |                                                               |                                                               |                                                               |                                                               |                                                               |                                                               |                                                               |                                                               |                                                               |                                                               |                                                               |                                                               |                                                               |

## Relații internaționale

### Orașe gemene - orașe surori
Ćuprija este înfrățit cu: 
- Celje, Slovenia
- Doboj, Republika Srpska
- Gradiška, Republika Srpska

## Oameni notabili
- Dušan Matić, poet
- Dragoslav Mihailović, scriitor
- Snežana Pajkić, alergător pe distanță mijlocie
- Vera Nikolić, atlet și antrenor